# Enajststrana antiprizma
| Uniformna enajststrana antiprizma | Uniformna enajststrana antiprizma                   |
| --------------------------------- | --------------------------------------------------- |
|                                   |                                                     |
| Vrsta                             | prizmatični uniformni polieder                      |
| Elementi                          | F = 24, E = 44, V =22 ({\displaystyle \chi \,} = 2) |
| Stranske ploskve na stranico      | 22{3} + 2{11}                                       |
| Schläflijev simbol                | s{2,11}                                             |
| Wythoffov simbol                  | \| 2 2 11 2\|2 22                                   |
| Coxeter-Dinkinov diagram          |                                                     |
| Simetrijska grupa                 | D10d, [2+,22], (2*11), red 44                       |
| Sklici                            | U77i                                                |
| Vrtilna grupa                     | D11, [11,2]+, (11.2.2), red 22                      |
| Dualni polieder                   | enajststrani trapezoeder                            |
| Značilnosti                       | konveksna                                           |

Enajststrana antiprizma je v geometriji deveta v neskončni skupini antiprizem s sodim številom trikotniških stranskih ploskev zaprtih z dvema pravilnima mnogokotnikoma. Sestavljena je iz dveh enajstkotnikov, ki sta povezana med seboj z obročem dvaindvajstetih trikotnikov. Tako ima skupaj 24 stranskih ploskev.
Kadar so vse stranske ploskve pravilne, je to polpravilni polieder.